# Live at Donington 1990
| Recensione | Giudizio |
| ---------- | -------- |
| AllMusic   |          |

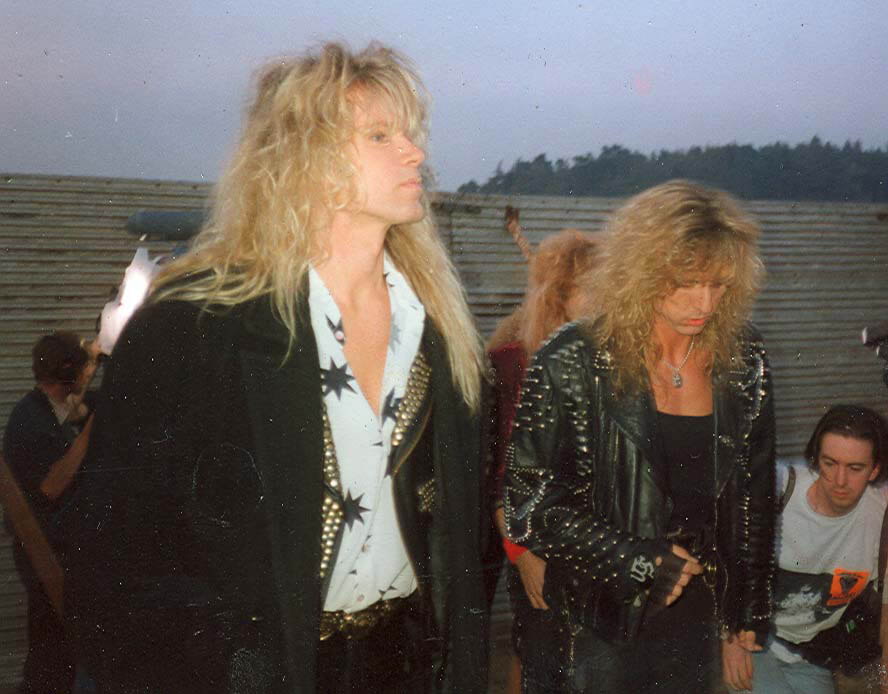
David Coverdale e Adrian Vandenberg fotografati poco prima del concerto

Live at Donington 1990 è un film concerto del gruppo musicale britannico Whitesnake, registrato al Donington Park durante il festival Monsters of Rock del 1990.
Il concerto è per anni circolato sotto forma di bootleg, diventando oggetto di culto per i fan del gruppo. Dopo incessanti richieste sul sito ufficiale del gruppo, l'esibizione è stata rimasterizzata e pubblicata in formato ufficiale nel luglio del 2011 dalla Frontiers Records.

## Tracce

### CD 1
1. Slip of the Tongue – 6:52 (David Coverdale, Adrian Vandenberg)
2. Slide It In – 5:02 (Coverdale)
3. Judgement Day – 5:55 (Coverdale, Vandenberg)
4. Slow an' Easy – 8:11 (Coverdale, Micky Moody)
5. Kittens Got Claws – 4:58 (Coverdale, Vandenberg)
6. Adagio for Strato – 3:00 (Vandenberg)
7. Flying Dutchman Boogie – 3:53 (Vandenberg)
8. Is This Love – 4:45 (Coverdale, John Sykes)
9. Cheap an' Nasty – 4:20 (Coverdale, Vandenberg)
10. Crying in the Rain (featuring Tommy Aldridge drum solo) – 13:27 (Coverdale)

### CD 2
1. Fool for Your Loving – 6:01 (Coverdale, Moody, Bernie Marsden)
2. For the Love of God – 5:12 (Steve Vai)
3. The Audience Is Listening – 3:01 (Vai)
4. Here I Go Again – 5:42 (Coverdale, Marsden)
5. Bad Boys – 6:16 (Coverdale, Sykes)
6. Ain't No Love in the Heart of the City – 8:26 (Michael Price, Dan Walsh)
7. Still of the Night – 7:59 (Coverdale, Sykes)

### DVD
1. Slip of the Tongue (Coverdale, Vandenberg)
2. Slide It In (Coverdale)
3. Judgement Day (Coverdale, Vandenberg)
4. Slow an' Easy (Coverdale, Moody)
5. Kittens Got Claws (Coverdale, Vandenberg)
6. Flying Dutchman Boogie (Vandenberg)
7. Flying Dutchman Boogie (Vandenberg)
8. Is This Love (Coverdale, Sykes)
9. Cheap an' Nasty (Coverdale, Vandenberg)
10. Crying in the Rain (Coverdale)
11. Fool for Your Loving (Coverdale, Moody, Marsden)
12. For the Love of God (Vai)
13. The Audience Is Listening (Vai)
14. Here I Go Again (Coverdale, Marsden)
15. Bad Boys (Coverdale, Sykes)
16. Ain't No Love in the Heart of the City (Price, Walsh)
17. Still of the Night (Coverdale, Sykes)

## Formazione
- David Coverdale – voce
- Steve Vai – chitarre, cori
- Adrian Vandenberg – chitarre, cori
- Rudy Sarzo – basso, cori
- Rick Seratte – tastiere, cori
- Tommy Aldridge – batteria